# Чорний Віктор Іванович
Чорний Віктор Іванович (*6 квітня 1968, Ялта (Донецька область)) — український політик, колишній член забороненої в Україні проросійської політичної партії соціального спрямування — ОПЗЖ, Народний депутат України IX скликання.

## Життєпис
Віктор Чорний народився 6 квітня 1968 року в селі Ялта у сім'ї службовців. У 1985 році закінчив Ялтинську ЗОШ і вступив до Донецького вищого військово-політичного училища інженерних військ.
У 2003 році закінчив державне управління в Українській Академії державного управління при Президентові України.
Підполковник запасу, член національної спілки журналістів України, кандидат в майстри спорту з боротьби дзюдо.[джерело?]

### Трудова діяльність
- 1985 по 1989 рік — курсант Донецького вищого військово — політичного училища інженерних військ та військ зв'язку;
- 1989 по 1994 роки — офіцер Збройних Сил СРСР, України.
- 1995 по 1996 — інспектор служби безпеки ЗАТ «Тоналіто-Інтур»;
- 1996 по Генеральний менеджер НПП «КЛП»;
- 1996 по 1997 — Комерційний директор НПП «КЛП-ПЛЮС»;
- 1997 по 1998 — Директор КФ «Грона»;
- 1998 по 1999 — Генеральний директор ТОВ «Кондитерський Торговий Дім»;
- 1999 по 2000 — Заступник голови Київської міської Спілки захисту прав споживачів;
- 2000 по 2002 — слухач Української Академії державного управління при Президентові України;
- 2002 по 2005 — Голова ГО «Комітет захисту прав споживачів Дарницького району м. Києва»;
- 2005 — помічник-консультант народного депутата України;
- 2005 по 2006 — Голова ГО «Комітет захисту прав споживачів Дарницького району м. Києва»;
- 2006 по 2010 — заступник голови Подільської районної у м. Києві державної адміністрації;
- 2011 по 2012 — Начальник Українського санітарно — медичного центру державного підприємства «Укрекоресурси»;
- 2012 по 2015 — Голова Всеукраїнської громадської організації «Рух Громадянської Дії»;
- 2015 по т.ч. — Директор ТОВ «Детективна охоронна компанія „Сварог“».

### Громадська діяльність
- 1998—2002 р. — депутат Харківської районної м. Києва ради; заступник голови постійної комісії
- 2002—2006 р.- помічник-консультант народного депутата України
- 2002—2006 р.- депутат Дарницької районної м. Києва ради; голова постійної комісії з питань роботи підприємств побуту, торгівлі, громадського харчування, транспорту, зв'язку та захисту прав споживачів;
- 2009 р. — Голова Всеукраїнської громадської організації «Рух Громадянської Дії»
- 2014 р. — почесний член Федерації бойового САМБО України
- 2015 р. — Президент ГО «Асоціація ведичних бойових мистецтв».

### Політична діяльність
На парламентських виборах 2019 року бу обраний народним депутатом від партії «Опозиційна платформа — За життя» (№ 27 у списку). У Раді став членом Комітету Верховної Ради з питань антикорупційної політики, голова підкомітету з питань взаємодії з громадянським суспільством.

## Нагороджений
- Медаллю «Захиснику Вітчизни» у 1999 році,
- Подяками Київського міського голови у 2000 та 2005 році,
- Почесною грамотою Київського міського голови у 2007 році,
- Подяками голови Дарницької районної у м. Києві ради у 2004 та 2006 році,
- Подяками голови Подільської районної у м. Києві ради у 2006 та 2008 році,
- Почесною грамотою Української спілки ветеранів Афганістану (воїнів — інтернаціоналістів) у 2009 році,
- Грамотою Дарницької районної у м. Києві державної адміністрації, Служби у справах неповнолітніх у 2005 році,
- Нагрудним знаком «Знак Пошани» голови Дарницької районної у м. Києві ради у 2006 році,
- Нагрудним знаком «Знак Пошани» голови Подільської районної у м. Києві ради у 2007 році,
- У 2010 році присвоєне звання «Почесний громадянин Подільського району м. Києва».

## Скандали
Займався кнопкодавством, використовуючи спеціально прилаштовані для непомітності книги.
22 липня 2025 року голосував за закон України 12414 який був ухвалений з порушенням Регламенту Верховної Ради України та підпорядкував НАБУ та САП Генеральному прокурору і викликав масові протести.

## Особисте життя
Одружений, має двох доньок та сина.